# Pai Rivas Neto
Francisco Rivas Neto (São Paulo, julho de 1950 - Itanhaém, 25 de maio de 2018) foi um médico e religioso brasileiro. Fundou a Ordem Iniciática do Cruzeiro Divino (OICD), instituição que dirigiu de 1970 a 2018, após o que a sucessão foi passada a Mãe Maria Elise Rivas. Era conhecido como babalorixá Rivas Ty Ògìyàn no candomblé e Mestre Arhapiagha na umbanda e na encantaria. 
Teólogo afro-brasileiro, teve várias obras publicadas, com reedições e reimpressões, principalmente sobre a umbanda. Foi também o fundador da primeira faculdade de teologia com ênfase em religiões afro-brasileiras, a Faculdade de Teologia Umbandista (FTU) - um um marco para a sociedade acadêmica e o povo afro-brasileiro, além de organizador do "Congresso Brasileiro de Umbanda do Século XXI", evento anual que ocorreu durante cinco anos consecutivos (2008-2012).
Exerceu sua vida sacerdotal principalmente em Itanhaém, mantendo três terreiros em locais diferentes, que cultuavam respectiva e independentemente o candomblé, a umbanda e a encantaria. Mantinha também um terreiro de candomblé de caboclo na cidade de São Paulo.[carece de fontes?]

## Marco no âmbito acadêmico das religiões afro-brasileiras
No contexto das religiões afro-brasileiras, F. Rivas Neto utiliza o conceito de escolas para denominar os comumente denominados cultos afro-brasileiros. Tal ocorre, por exemplo, na obra Escolas das religiões afro-brasileiras: tradição oral e diversidade, publicada em 2012. Nela, o autor demonstra como ocorrem influências assimétricas das matrizes africana e indo-europeia na composição do cenário religioso afro-brasileiro, culminando, por exemplo, em umbandas, conceito plural. Destarte, por exemplo, aquela umbanda mais influenciada pela matriz indo-europeia, com sua cosmovisão própria e mais atrelada ao modelo judaico-cristão, denomina-se "umbanda branca", ao passo que aquela mais influenciada pela cosmovisão negro-africana tem outra denominação: "umbanda omolocô". Concorrem para a composição de uma escola religiosa a epistemologia, a ética e o método próprios.
Em 2015, F. Rivas Neto desenvolve e aprofunda as reflexões ao cunhar os conceitos de núcleo duro e zonas de diálogo, por meio dos quais demonstra como e por que há, dentro das umbandas, encantarias e candomblés, diversos pontos de convergência, semelhança, contato e, da mesma forma, diferenças e afastamentos.
Em 2017 lançou a obra Candomblé - Teologia da Saúde, que traz pela primeira vez conceitos, explicações e reflexões oriundos de mais de 40 anos de sacerdócio nas religiões afro-brasileiras à luz do Candomblé. No livro, entre outros temas, apresenta a inédita teologia do transe, conceito basilar que desenvolve e explica os processos de transe de manifestação e de incorporação – internos e externos, respectivamente –, bem como a teologia do aṣè, princípio de realização. Apresenta a espiritualidade como inerente a todo ser humano e investiga o consciente, o inconsciente, o arqui-inconsciente, reduto do orixá, e todas as decorrências na economia orgânica, psíquica e social. Perpassa reflexões sobre religiosidade e culmina na teologia da saúde, com novos enfoques sobre equilíbrio e estabilidade para a compreensão de saúde e doença, entre corpo e pessoa, tendo nos terreiros agências promotoras de saúde para o indivíduo biopsicossocial.

## Livros
- Umbanda – A Proto-Síntese Cósmica, Livraria Freitas Bastos Editora, 1989.
- Umbanda – O Elo Perdido, Ed. do Círculo Cruzado, 1990.
- Lições Básicas de Umbanda, Livraria Freitas Bastos Editora, 1991.
- Exu – O Grande Arcano, Ícone Editora, 1993.
- Umbanda – O Arcano dos 7 Orixás, Ícone Editora, 1993.
- Fundamentos Herméticos de Umbanda, Ícone Editora, 1996.
- Sacerdote, Mago e Médico – Cura e Autocura Umbandista, Ícone Editora, 2003.
- Escolas das religiões afro-brasileiras: tradição oral e diversidade, Arché Editora 2012.
- Teologia da tradição oral, Arché Editora, 2014.
- Teologia do ori-bará, Arché Editora, 2015.
- Exu e pombagira (Org.), Arché Editora, 2015.
- Candomblé - Teologia da Saúde, Aláfia, 2017.
- Doutrina do Tríplice Caminho, Aláfia, 2020 (publicação post-mortem).

## Artigos de destaque
- "O pai de santo no estado de São Paulo: estudo piloto". F. Rivas Neto, Maria Elise Rivas, Elizabeth A. U. Cristofaro, Fernanda L. Ribeiro. In Revista Teologia de Síntese, n. 1, nov/2010.
- "Teologia e FTU - Faculdade de Teologia Umbandista". F. Rivas Neto. In Revista Teologia da Convergência (antiga Teologia de Síntese), n. 2, mar/2011 (exemplar online aqui).
- "Religiões Afro-brasileiras, religiões de transe: dirimindo questões sociais". F. Rivas Neto e José Flávio Pessoa de Barros. In Revista Teologia da Convergência, n. 3, ago/2011.
- "Ervas nas religiões afro-brasileiras". Francisco Rivas Neto, Maria Elise Machado Rivas, José Luis Rojas Vuscovich, Yuri Tavares Rocha. Revista Triplov de Artes, Religiões e Ciências, n. 28, jun/2012.